# جایزه بزرگ ایالات متحده ۱۹۸۰
جایزه بزرگ ایالات متحده ۱۹۸۰ (انگلیسی: ‎1980 United States Grand Prix‎) یک مسابقهٔ موتوری در رشتهٔ اتومبیل‌رانی فرمول یک بود که در تاریخ ۵ اکتبر ۱۹۸۰ در مسیر مسابقه جایزه بزرگ واتکینز گلن واقع در واتکینز گلن، نیویورک، ایالات متحده آمریکا برگزار شد. این گراند پری در میان ۱۴ گراند پری در فصل ۱۹۸۰، مسابقهٔ شمارهٔ ۱۴ بود.
در این مسابقه که در ۵۹ دور و به مسافت ۳۲۰٫۶۷ کیلومتر (۱۹۹٫۲۵۵ مایل) برگزار شد، پول پوزیشن توسط برونو جیاکوملی کسب شد و سریع‌ترین زمان برای طی یک دور پیست که برابر با ۱:۳۴٫۰۶۸ بود نیز توسط آلن جونز به ثبت رسید.
آلن جونز از تیم ویلیامز-فورد، کارلوس روتمان از تیم ویلیامز-فورد و دیدیه پرونی از تیم لیجیه-فورد به‌ترتیب مقام‌های اول تا سوم مسابقه را کسب کردند.

## رده‌بندی قهرمانی پس از مسابقه
| جایگاه | راننده        | امتیاز  |
| ------ | ------------- | ------- |
| ۱      | آلن جونز      | ۶۷ (۷۱) |
| ۲      | نلسون پیکه    | ۵۴      |
| ۳      | کارلوس روتمان | ۴۲ (۴۹) |
| ۴      | ژاک لافیت     | ۳۴      |
| ۵      | رنه آرنوکس    | ۳۲      |
| منبع:  |               |         |

| جایگاه | سازنده       | امتیاز |
| ------ | ------------ | ------ |
| ۱      | ویلیامز-فورد | ۱۲۰    |
| ۲      | لیجیه-فورد   | ۶۶     |
| ۳      | برابام-فورد  | ۵۵     |
| ۴      | رنو          | ۳۸     |
| ۵      | لوتوس-فورد   | ۱۴     |
| منبع:  |              |        |

یادداشت
- تنها پنج جایگاه نخست از هر رده‌بندی نمایش داده شده است.